# Scenska umjetnost
Scenska umjetnost je zajednički naziv za umjetnički izraz govorom, pokretom tijela, glumom, glazbom, i drugim sredstvima, koja se neposredno predstavljaju publici na otvorenoj pozornici.
Scenske umjetnosti:
- balet
- drama
- opera
- pantomima
- ples